# Magnus den store
Magnus den store är ett Livealbum från 2013 med Magnus Uggla. Det släpptes den 27 februari 2013.
Alla texter är skrivna av Magnus Uggla och musik av Anders Henriksson och Magnus Uggla, utom där annat angivits.

## Låtlista
1. "Stäng av mobilen" (Magnus Uggla/Christoffer Bendixen/Per Andersson)
2. "Jag är jag"
3. "Nallebjörn"
4. "Vill inte ha dig"
5. "Tick tack"
6. "Alla flickor visslar" (Magnus Uggla/Anders Henriksson/Peter Kvint)
7. "Leva med min afro"
8. "Århundradets fest"
9. "Finalen"
10. "Montezumas hämnd"
11. "På egen hand"
12. "Jag och min far" (Olle Ljungström)
13. "Tycker om dig" ("Finalmente") (Britt Lindeborg/ Ricky Gianco, Dante Pieretti och Gianni Sanjust)
14. "Har hört om en tjej" ("I Heard of a Girl") (Miss LI/Mattias Gustafsson)
15. "Jag skiter i Amerika" ("Living in America") (Maja Ivarsson)
16. "Försvinn ur mitt liv" ("You're out of My Life") (Tony Nilsson/Henrik Janson)
17. "Vandrar i ett regn" (Pugh Rogefeldt)

## Listplaceringar
| Lista (2013) | Topplacering |
| ------------ | ------------ |
| Sverige      | 5            |

### Fotnoter
1. ↑  ”Magnus den store”. Svensk mediedatabas. 26 februari 2013. http://smdb.kb.se/catalog/id/002923782. Läst 19 oktober 2014.
2. ↑  ”Magnus Uggla släpper livealbumet Magnus den Store Live”. My News Desk. 11 februari 2013. https://www.mynewsdesk.com/se/moore-to-be/pressreleases/magnus-uggla-slaepper-livealbumet-magnus-den-store-live-835866. Läst 7 mars 2021.
3. ↑  ”Magnus den store”. Swedishcharts. 26 februari 2013. http://swedishcharts.com/showitem.asp?interpret=Magnus+Uggla&titel=Magnus+den+store+-+Live%21&cat=a. Läst 16 maj 2013.